# Митчем, Сэмюел (историк)
Сэмюел У. Митчем-младший (англ. Samuel W. Mitcham Jr.) — американский писатель и военный историк, специализирующийся на военных действиях Германии во время Второй мировой войны и военных действиях Конфедерации во время Гражданской войны в США. Является автором более 40 книг, в том числе в соавторстве с другими историками, такими как Джин Мюллер.

## Биография
Митчем родился в 1949 году в луизианской деревне Мер-Руж. Принимал участие в войне во Вьетнаме, где служил пилотом вертолета армии США. Изучал журналистику в Северо-восточном университете Луизианы и естественные науки в Университете штата Северная Каролина.  в 1986 году получил докторскую степень по географии в Университете Теннесси.  Преподавал географию, историческую географию и военную историю в Университете штата Хендерсон, Университете Южной Джорджии и Университете Луизианы в Монро. Консультировал CBS, BBC, NPR и The History Channel .   Являлся приглашенным профессором в Военной академии США.

## Труды
Является автором более 40 книг по военной истории, уделяя особое внимание карьере деятелей Вермахта и Ваффен-СС.

### Вторая мировая война
- With Gene Mueller: Hitler's Commanders. Cooper Publishing Group, London 1992, ISBN 0-85052-308-7.
- Why Hitler?: The Genesis of the Nazi Reich. Praeger, Westport 1996, ISBN 0-275-95485-4.
- The Rise of the Wehrmacht: The German Armed Forces and World War II. Praeger Security International, Westport 1998, ISBN 978-0-275-99641-3.
- Retreat to the Reich: The German Defeat in France, 1944. Praeger, Westport 2000, ISBN 0-275-96857-X.
- The Panzer Legions: A Guide to the German Army Tank Divisions of World War II and Their Commanders.  Greenwood Press, Westport 2001, ISBN 0-313-31640-6.
- Hitler's Field Marshals and Their Battles. Cooper Square Press, New York 2001, ISBN 0-8154-1130-8.
- Rommel's Lieutenants: The Men who Served the Desert Fox, France, 1940. Praeger Security International, Westport 2006, ISBN 0-275-99185-7.
- Defenders of Fortress Europe: The Untold Story of the German Officers During the Allied Invasion. Potomac Books, Washington, D.C. 2009, ISBN 978-1-59797-274-1.
- Eagles of the Third Reich: Leaders of the Luftwaffe in the Second World War. Crécy Publications, Manchester 2010, ISBN 978-0-85979-149-6.
- Blitzkrieg No Longer: The German Wehrmacht in battle, 1943. Pen and Sword Books, Barnsley 2010, ISBN 978-1-84884-302-8.
- The Death of Hitler's War Machine: The Final Destruction of the Wehrmacht. Regnery History 2021, ISBN 978-1684511389.

### Гражданская война в США
- Richard Taylor and the Red River Campaign of 1864, Pelican Publishing Press, 2012, ISBN 978-1455616336
- Bust Hell Wide Open: The Life of Nathan Bedford Forrest, Regnery History, 2016, ISBN 978-1684510306.
- Vicksburg: The Bloody Siege that Turned the Tide of the Civil War. Regnery History, Washington, DC 2018, ISBN 978-1-62157-639-6.
- The Greatest Lynching in American History: New York 1863, Shotwell Publishing LLC 2020, ISBN 978-1947660267.
- It Wasn't About Slavery: Exposing the Great Lie of the Civil War, Regnery History, 2020, ISBN 978-1684512232.
- The Encyclopedia of Confederate Generals: The Definitive Guide to the 426 leaders of the South's War Effort, Regnery History, 2022, ISBN 978-1684512447

Книги Митчема были переведены как минимум на 8 языков, включая немецкий, польский, китайский, русский и другие.

## Семья
В настоящее время проживает в Монро (Луизиана). Женат, имеет двоих детей.